# 俄罗斯科学院东方文献研究所
俄罗斯科学院东方文献研究所（俄语：Институт восточных рукописей Российской академии наук），原为俄罗斯科学院东方研究院分支机构，是一所位于俄罗斯圣彼得堡的研究机构，收藏有各种亚洲语言的手稿和早期文献，其中包括阿拉伯语、汉语、蒙古语、藏语和西夏语。该机构收藏了10800余件敦煌文献，占现存总数的三分之一。